# ناحية إحسم
ناحية إحسم إحدى نواحي سوريا تتبع إداريّاً لمحافظة إدلب منطقة أريحا ومركزها بلدة إحسم، بلغ تعداد سكان الناحية 65,409 نسمة حسب التعداد السكاني لعام 2004.

## بلدات وقرى إحسم
أبديتا، أبلين، أرنبة، بلشون، بليون، البارة، بسامس، دير سنبل، إحسم، عين لاروز، فركيا، جوزف، كفر حايا، كنصفرة، المغارة، معراتة، مرعيان، الموزرة، الرامي.